# Daniel Kash
Daniel Joshua Kash (ur. 25 kwietnia 1959 w Montrealu) – kanadyjski aktor i reżyser. 

## Życiorys
Urodził się w urodził się w Montrealu w prowincji Quebec, jako syn Maureen Forrester, kanadyjskiej śpiewaczki operowej, i Eugene’a Kasha, urodzonego w Toronto skrzypka i dyrygenta. Jego młodsza siostra Lindy Kash (ur. 1967) została także aktorką. Rodzina jego ojca była pochodzenia żydowskiego, a matka przeszła na judaizm. Studiował aktorstwo w Drama Centre w Londynie.
Występował na scenie jako Kaiser Haig w musicalu Joan Littlewood Oh What a Lovely War, Sam Katz w spektaklu Paradise Lost i w roli tytułowego Króla Leara. Jego debiutem aktorskim była rola szeregowego Spunkmeyera w filmie Obcy – decydujące starcie (1986). Za rolę niespokojnego byłego hokeisty Briana „Spinnera” Spencera w telewizyjnym dramacie sportowym Atoma Egoyana Rażące wykroczenie: Życie Briana Spencera (Gross Misconduct: The Life of Brian Spencer, 1993) był nominowany do kanadyjskiej nagrody Gemini. Na małym ekranie można go było oglądać w serialach takich jak Legendy Kung Fu (1994), RoboCop (1994), Na południe (1994-1996), Prawo i porządek (1995), F/X (1997) i Gęsia skórka (1998). Wyreżyserował także trzy filmy krótkometrażowe: Germgirl (2001), Flip Phone (2003) i For Lease (2007).

## Życie prywatne
W 1988 ożenił się z Hayley Tyson. Mają dwóch synów: Kenziego i Tysona.

## Wybrana filmografia

### Filmy
- 1986: Obcy – decydujące starcie – szeregowy Spunkmeyer
- 1996: Ostatnie dni Pattona – Melvin
- 1990: Nocne plemię – Labowitz
- 2001: Historia Judy Garland – Arthur Freed
- 2001: Mroczna dzielnica – Rory
- 2001: Nikomu ani słowa – detektyw Garcia
- 2001: Kroniki portowe – detektyw Danzig
- 2002: Ale jazda! – Elmer
- 2002: Smoking – Rogers
- 2003: Opowieść o Zbawicielu – Święty Piotr
- 2003: Cold Creek Manor – miejscowy
- 2004: Ostateczna rozgrywka – LoPresti
- 2005: Człowiek ringu – jeden z reporterów
- 2006: Zabójczy numer – jeden z ochroniarzy
- 2007: Diary of the Dead: Kroniki żywych trupów – policjant
- 2010: Repo Men – Windykatorzy – Chipped Tooth
- 2010: Camp Rock 2: Wielki finał – Axel Turner
- 2010: W krainie pieniądza – Gus Boulis
- 2012: W drodze – Henry Glass
- 2013: Mama – doktor Gerald Dreyfuss
- 2014: Robocop – John Lake
- 2016: Józef i Maryja – kapłan
- 2017: xXx: Reaktywacja – rosyjski szpieg